# Joseph Contini
Joseph Contini (Milano, 15 novembre 1827 – Cannes, 21 gennaio 1892) è stato un pittore italiano paesaggista.
Trasferitosi da giovane in Francia, prese la cittadinanza francese. È quindi spesso considerato un pittore francese.

## Biografia
Figlio di un negoziante milanese, Joseph Contini fu allievo in Italia di Alberto Pasini. Si trasferì poi a Cannes, dove sposò, nel 1863, una giovane di Aix-en-Provence, Caroline Caire. Diede lezioni di disegno a casa propria e, fra gli altri, ebbe come allievi Adolphe Fioupou e Ginbert.

Espose sempre con regolarità al Salon di Cannes e fu presente con un'opera all'Expo del 1878 nel "Campo di Marte" di Parigi. Fu insignito dell'Ordine della Corona d'Italia dal re Umberto I di Savoia.

## Opere nelle collezioni pubbliche
Lista parziale.
- Cannes, Museo de la Castre :
  - Point de vue sur Auribeau-sur-Siagne[1]
  - Panorama sur le château de la Napoule
  - Panorama de Cannes
  - Panorama sur le monastère fortifié de l'île Saint-Honnorat
- Grasse, Museo d'Arte e Storia di Provenza : 
  - Les Pins de la Bocca.

## Galleria d'immagini

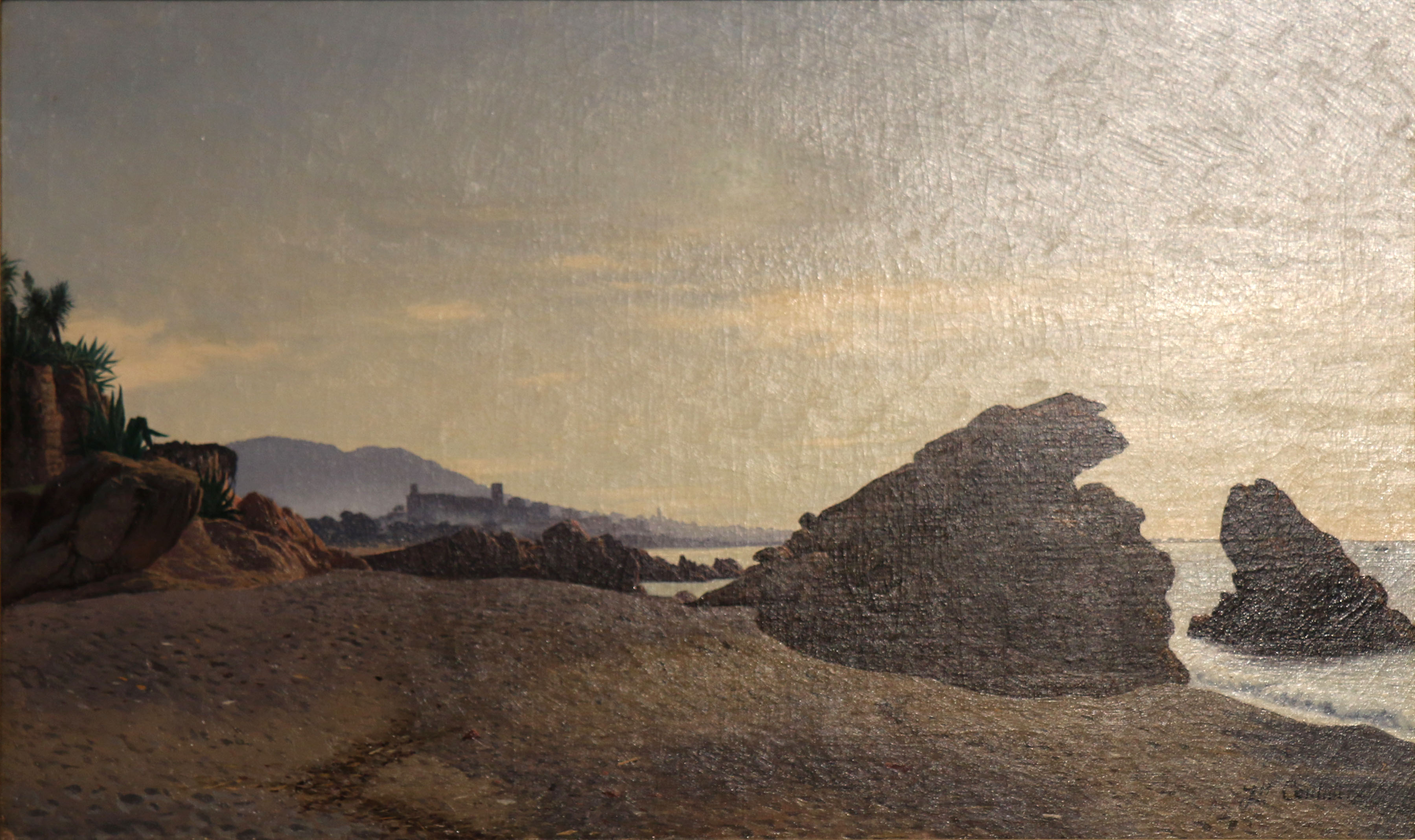
Cannes
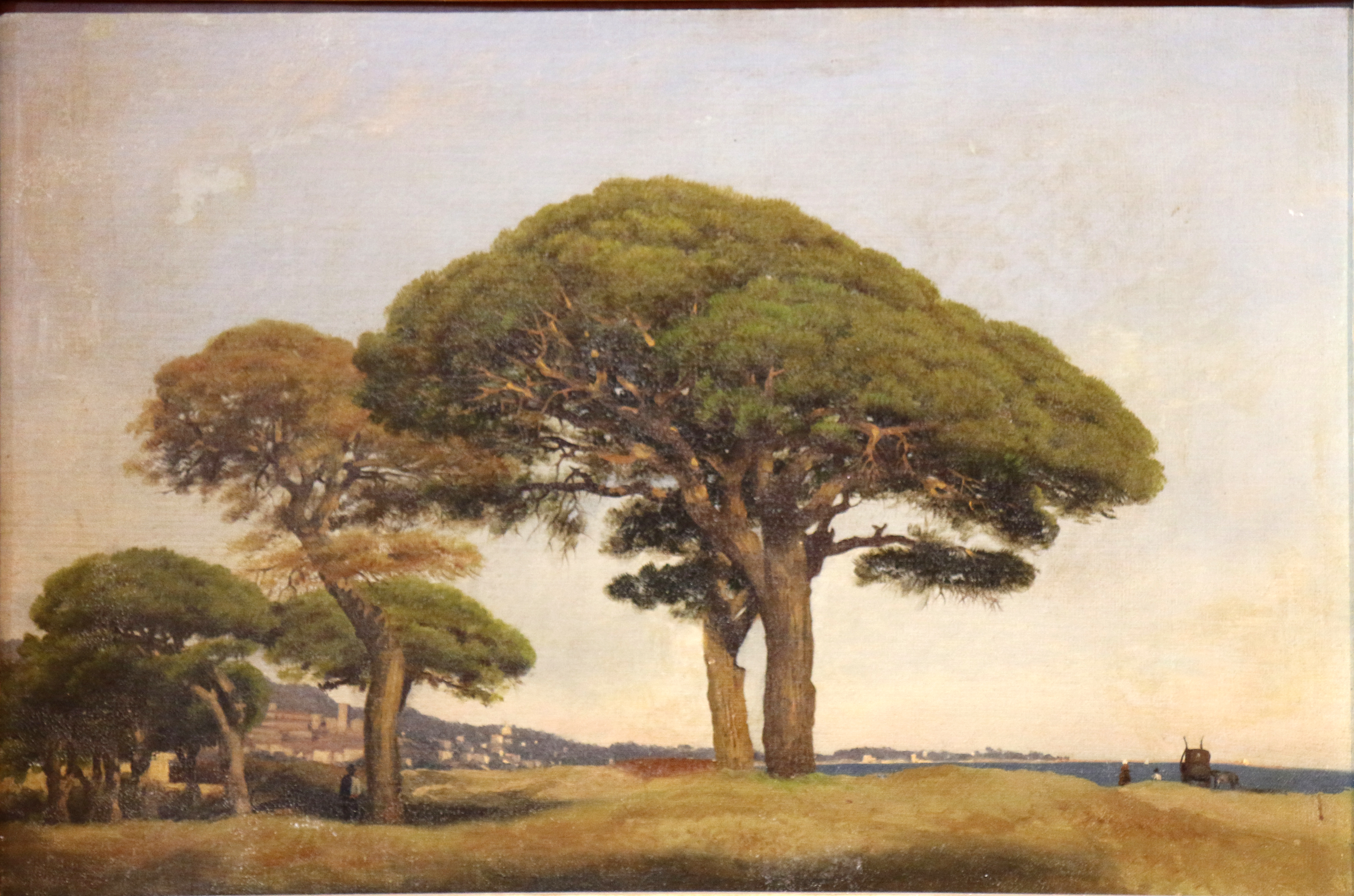
I Pini della Bocca Grasse, Museo d'arte e storia della Provenza
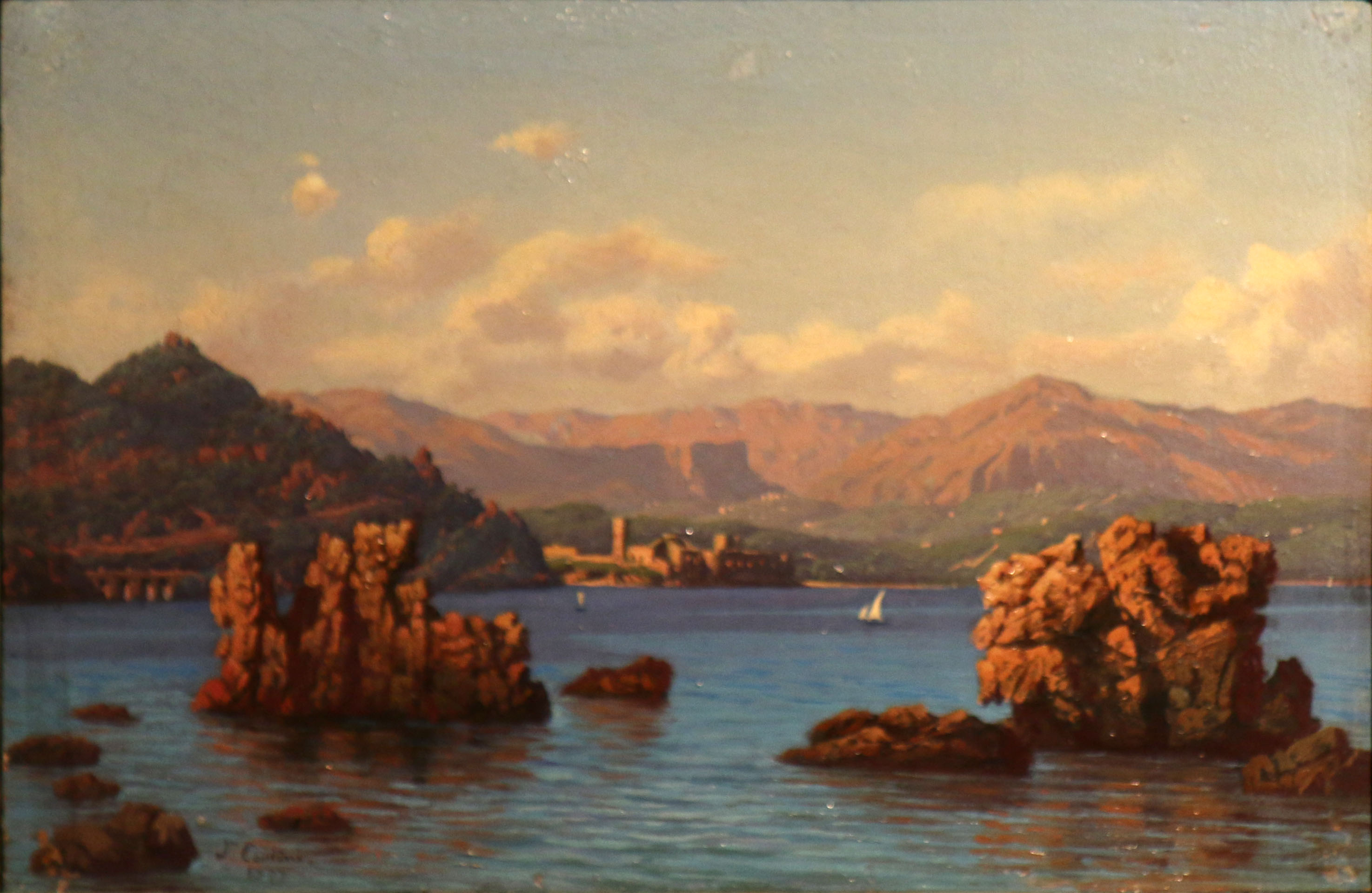
Panorama con il castello de "La Napoule" Cannes, Museo de la Castre.
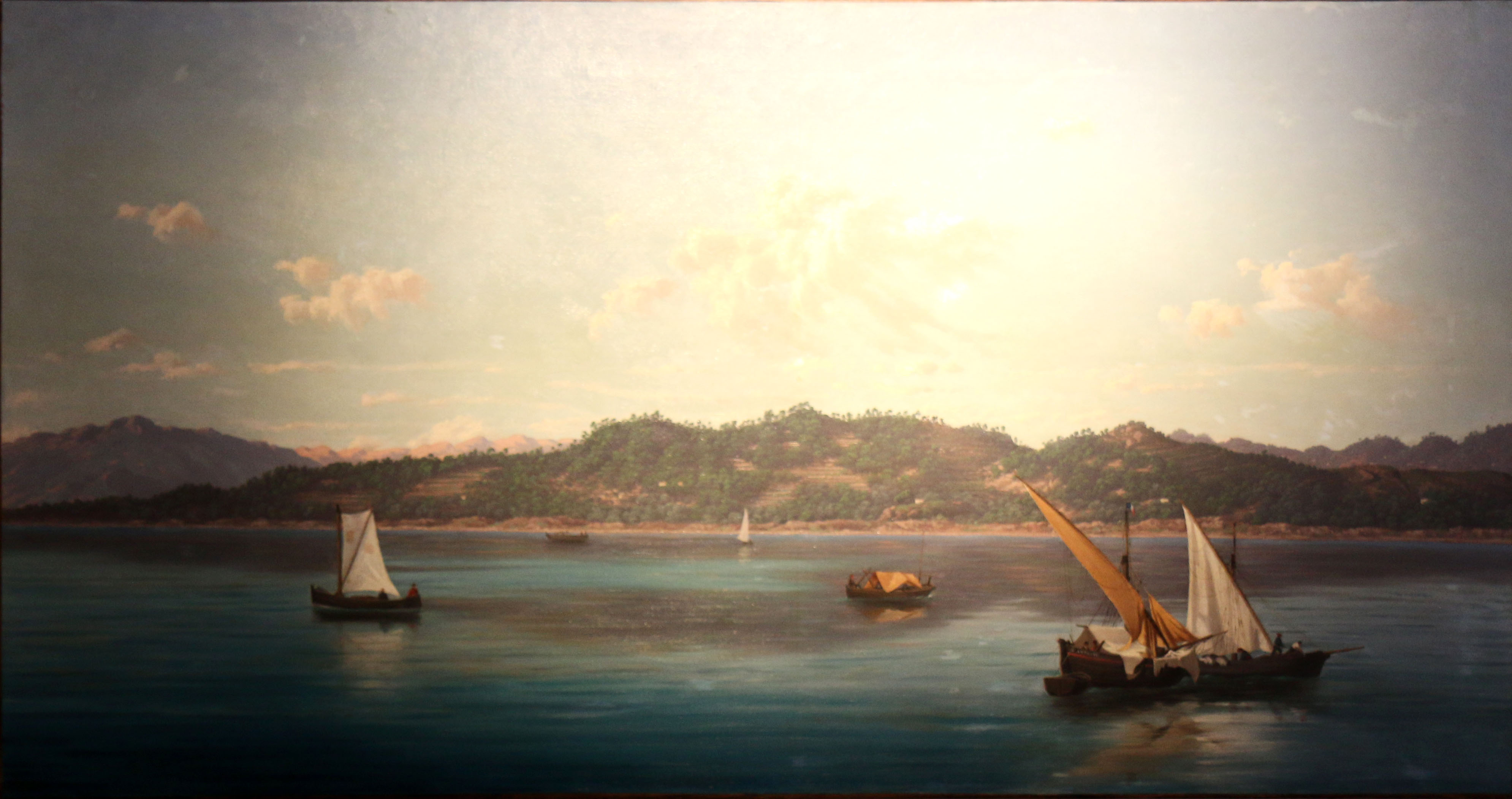
Cannes - Panorama
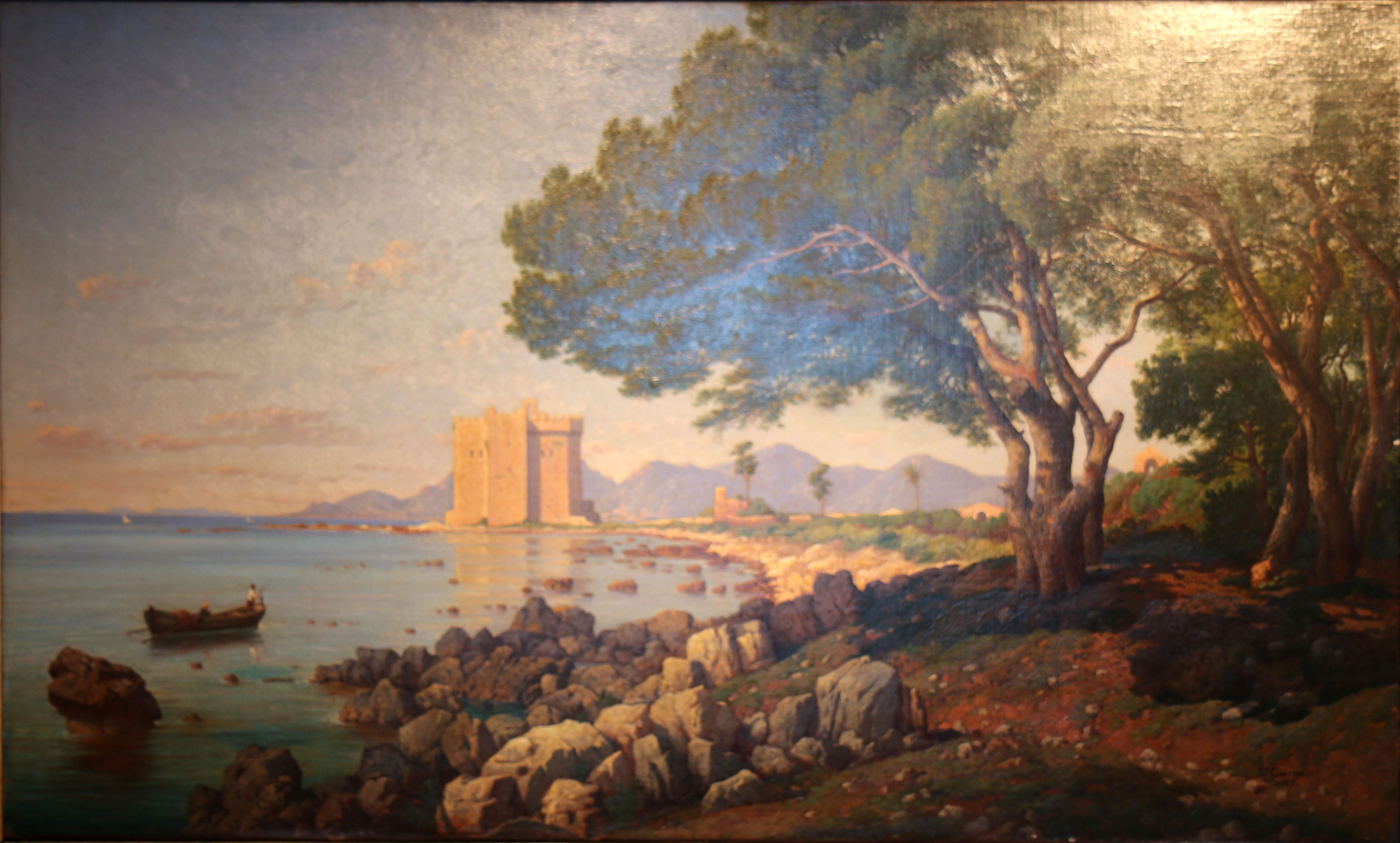
Vista del monastero fortificato dell'isola Saint-Honnorat Cannes, Museo de la Castre.